# Naujan-et-Postiac
Naujan-et-Postiac é uma comuna francesa na região administrativa da Nova Aquitânia, no departamento da Gironda. Estende-se por uma área de 11,06 km². Em 2010 a comuna tinha 601 habitantes (densidade: 54,3 hab./km²).